# 迫稔雄
迫 稔雄（さこ としお、1973年12月7日 - ）は、日本の漫画家。山口県下関市出身。カポエイリスタ。作品に『嘘喰い』がある。

## 略歴
- 高校卒業後に上京[1]。理容師の職に就く[1]。
- 27歳のころ、漫画家を志す[1]。日向武史のアシスタントになり、漫画の技術を身につける[1]。
- 2005年 - 第48回ヤングジャンプ月例MANGAグランプリにて「嘘喰い」が佳作受賞[1]。同年、『週刊ヤングジャンプ』2005年48号に同作が掲載され、デビューを果たす[1]。
- 2006年 - 『週刊ヤングジャンプ』2006年24号より同作を連載開始[1]。2018年3・4合併号まで連載。
- 2018年 - 『週刊ヤングジャンプ』2018年31号より「バトゥーキ」を連載開始。カポエイラを主題としている。
- 2025年 - 『週刊ヤングジャンプ』2025年10号より「げにかすり」を連載開始[3]。ボクサーを描いた作品[3]。

## 作品リスト

### 連載
- 嘘喰い（『週刊ヤングジャンプ』2006年24号 - 2018年3・4合併号）
  - 嘘喰い-立会人 夜行妃古壱-（『週刊ヤングジャンプ』2021年45号 - 52号）
- バトゥーキ（『週刊ヤングジャンプ』2018年31号 - 2020年27号、『となりのヤングジャンプ』『ヤンジャン!』2020年7月4日 - 2024年2月2日）
- げにかすり（『週刊ヤングジャンプ』2025年10号[3] - 連載中） - 2025年26号から隔週連載[4]。

### 読み切り
- 嘘喰い（『週刊ヤングジャンプ』2005年48号）
- 嘘喰い特別編 夜行さん（『月刊ヤングジャンプ』2009年7月号）
- 刃牙D区（バキ デンジャラスゾーン）（『週刊少年チャンピオン』2016年46号） - グラップラー刃牙25周年記念に寄稿。

### 書籍
- 『嘘喰い』、集英社〈ヤングジャンプ コミックス〉2006年 - 2018年、全49巻
- 『バトゥーキ』、集英社〈ヤングジャンプ コミックス〉2019年 - 2024年、全18巻
- 『嘘喰い-立会人 夜行妃古壱-』、集英社〈ヤングジャンプ コミックス〉2022年、全1巻
- 『げにかすり』、集英社〈ヤングジャンプ コミックス〉2025年 - 、既刊1巻（2025年6月18日現在）

## 師匠
- 日向武史[5]

## メディア出演

### テレビ
- 漫道コバヤシ 第103回「迫稔雄『バトゥーキ』完結記念SP」（2024年3月27日、フジテレビONE）[6]